# Ingegärd Dackerud
Lydia Cecilia Ingegärd Dackerud, ursprungligen Andersson, född 2 december 1929 i Tjällmo församling, Östergötlands län, var den första utbildade och ordinerade pastorn i Svenska Missionskyrkan (numera Equmeniakyrkan) som gick ut i församlingstjänst.

## Bakgrund
Svenska Missionsförbundet tog beslut i Generalkonferensen (årskonferensen) 1950 att även kvinnor skulle få utbildas till pastorer på Missionsskolan på Lidingö (som 1959 bytte namn till Teologiska Seminariet och 1994 uppgick i Teologiska högskolan Stockholm, som numera ingår i Enskilda högskolan Stockholm) och avskiljas (från 1958 ordineras) till pastorer. Den första som påbörjade utbildningen var Essie Eklund, senare gift Jonberger (1919-2013). Hon började på Missionsskolan 1952 och avskildes till pastor 1955, men gick aldrig ut i församlingstjänst utan arbetade inom Stockholms stadsmission och Sankt Lukas. Ingegärd Dackerud studerade på Missionsskolan 1953-1957 och avskildes till pastor 1957 för att sedan arbeta i församlingstjänst fram till sin pensionering. De första kvinnliga prästerna i Svenska kyrkan vigdes 1960, och Ingegärd Dackerud blev därmed pionjär som kvinna och yrkesarbetande pastor med ansvar för bland annat nattvard, dop, begravning, predikan och själavård.

## Biografi
Ingegärd Dackerud är dotter till lantbrukaren Erik Andersson och hans hustru Signe, född Andersson.Hon genomgick kortvariga evangelistkurser 1948, 1951 och 1952, folkhögskola 1949-1951 och Missionsskolan på Lidingö 1953-1957.
Hon avskildes som pastor i Svenska Missionsförbundet vid Generalkonferensen 1957 och har tjänstgjort som pastor i Gotlands norra missionskrets 1957-1959, som pastor och ungdomssekreterare på Gotland 1959-1962, som pastor i Tystberga 1962-1967, Mjölbykretsen 1967-1974, Boxholm och Boxholmskretsen 1974-1983, Motala 1983-1994. Hon var ledamot i Östergötlands Ansgariförbunds undervisningsnämnd från 1968, styrelserna för Östergötlands Ansgariförbunds pastorsförbund från 1969, Östergötlands pastorsförbund från 1969, Svenska Missionsförbundets pastorsförbund från 1976 och ledamot i kommunfullmäktige i Mjölby 1970-1983. Som pensionär har hon i två omgångar vikarierat som ungdomspastor i Motala.